# Conflitto congelato

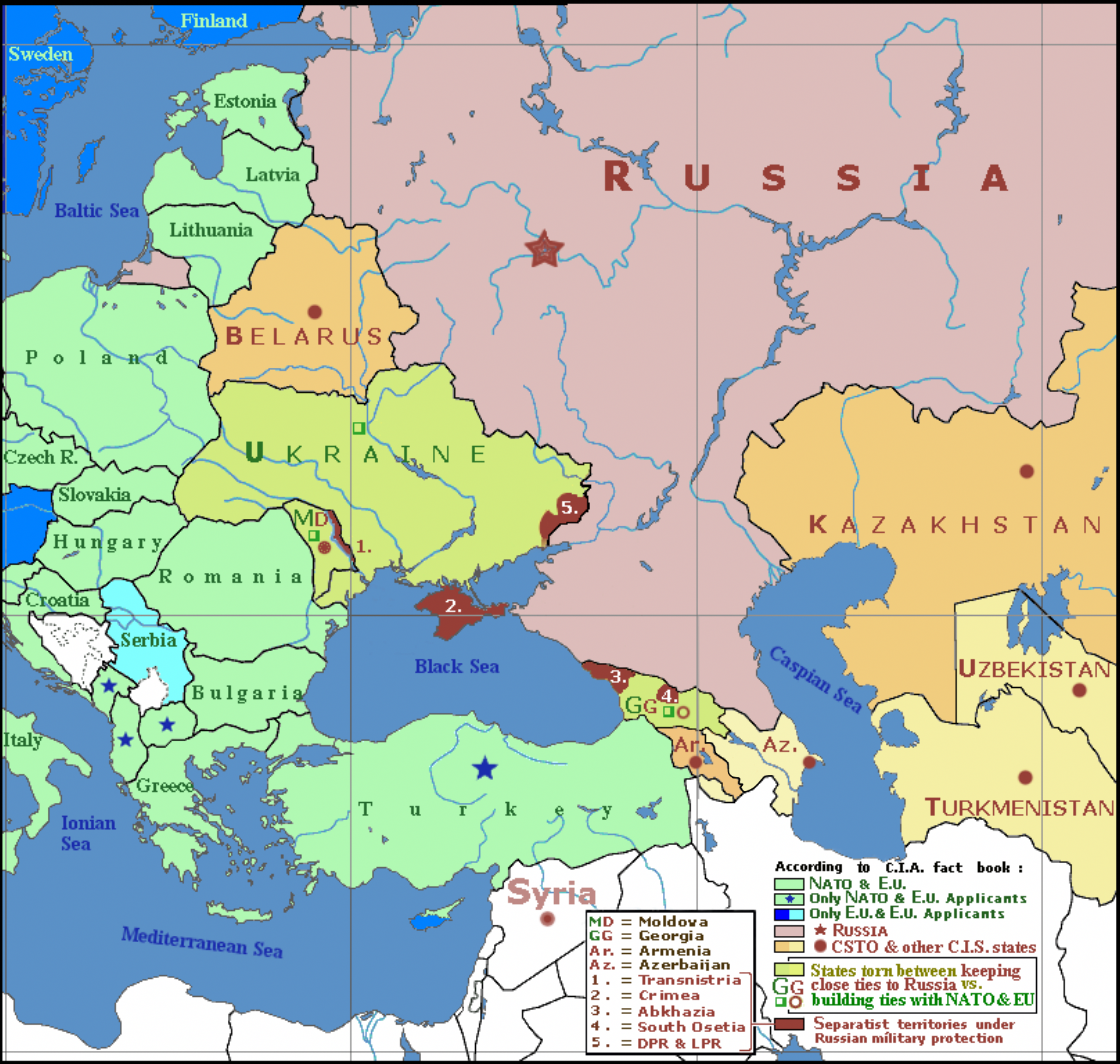
Mappa geopolitica dell'Europa orientale e l'Asia occidentale agli inizi del 2024 che mostra zone di conflitti congelati in Transnistria, Crimea, Abcasia e Ossezia del Sud (numerate da 1 a 4), così come Cipro del Nord e Kosovo.

Nell'ambito delle relazioni internazionali, un conflitto congelato è una situazione in cui lo scontro armato è cessato ma non è stato seguito da un trattato di pace o da altre soluzioni di tipo politico che abbiano posto una fine formale al conflitto. Di conseguenza la guerra può ricominciare in qualsiasi momento, creando e mantenendo così un ambiente di insicurezza ed instabilità.
Nella lingua inglese il termine è stato comunemente usato per indicare i conflitti post-sovietici, ma anche altre annose dispute territoriali. La situazione de facto che si viene a creare può combaciare con la posizione de iure assunta da una delle parti del conflitto: ad esempio, la Russia rivendica ed effettivamente controlla la Crimea dalla crisi del 2014, mentre l'Ucraina avoca a sé il possesso e la sovranità della penisola. D'altro canto, la situazione de facto potrebbe non trovare riscontro con nessuna delle posizioni de iure assunte dalle diverse parti: la divisione della Corea ne è un esempio, poiché sia la Corea del Nord che la Corea del Sud ufficialmente rivendicano la propria sovranità sull'intera penisola coreana. Tuttavia, esiste un confine ben definito tra i due Paesi.
Talvolta i conflitti congelati possono dare origine a Stati a riconoscimento limitato: ad esempio l'Ossezia del Sud, un prodotto del conflitto georgio-osseziano, è riconosciuta solo da sette Paesi, tre dei quali sono a loro volta Stati a riconoscimento limitato.

## Esempi

### Nei territori dell'ex Unione Sovietica
Dopo lo scioglimento dell'Unione Sovietica nel 1991, sono sorti numerosi conflitti in aree di alcuni stati post-sovietici, di solito dove i nuovi confini internazionali non corrispondevano alle affiliazioni etniche delle popolazioni locali. Tali conflitti sono rimasti in gran parte “congelati”, con aree contese sotto il controllo di fatto di entità diverse dai Paesi di cui sono internazionalmente riconosciuti come appartenenti, e che ancora considerano tali aree facenti parte del proprio territorio. La maggior parte degli stati separatisti della regione sono sostenuti dalla Russia. Questi interventi sono stati interpretati come una strategia del Cremlino per destabilizzare altri stati post-sovietici ed estendere la sfera di influenza della Russia.

#### Transnistria
Fin dal cessate il fuoco che pose fine alla guerra in Transnistria (1990-1992), la repubblica separatista della Transnistria, influenzata dalla Russia, ha controllato la fascia più orientale del territorio della Moldavia. La repubblica non è riconosciuta a livello internazionale e la Moldavia continua a rivendicare il territorio.

#### Nagorno-Karabakh
Il Nagorno-Karabakh è riconosciuto a livello internazionale come parte dell'Azerbaigian, ma la maggior parte della regione è governata da uno stato de facto indipendente a maggioranza etnica armena fondato sulla base dellOblast' Autonomo del Nagorno-Karabakh della Repubblica Socialista Sovietica dell'Azerbaigian. Dal 1988, il movimento del Karabakh si è adoperato per il trasferimento della regione in Armenia. Nel 1991 il Nagorno-Karabakh ha dichiarato la sua indipendenza dall'Azerbaigian. Durante la successiva prima guerra del Nagorno-Karabakh fino al 1994, la Repubblica del Nagorno-Karabakh poté non solo difendere la propria esistenza, ma anche ampliare significativamente il proprio territorio e stabilire in modo cruciale un confine terrestre con l'Armenia, annettendo territori azeri adiacenti. Dopo il 1994, il conflitto è rimasto praticamente congelato in questa situazione; nel 2017 la Repubblica del Nagorno-Karabakh è stata ribattezzata Repubblica dell'Artsakh. Nel 2020, il conflitto si è intensificato di nuovo e, in seguito alla firma di un cessate il fuoco, è stato concordato che l'Azerbaigian avrebbe riconquistato i territori che circondano i confini dell'oblast' autonoma del Nagorno-Karabakh originale, così come tutte le parti del Nagorno-Karabakh in cui era avanzato a seguito delle sue azioni militari.

#### Ossezia del sud e Abkhazia
Il conflitto abkhazo-georgiano e il conflitto georgiano-osseto hanno portato alla creazione di due stati in gran parte non riconosciuti all'interno del territorio della Georgia. La guerra dell'Ossezia meridionale del 1991-92 e la guerra del 1992-93 in Abkhazia, seguite dalla guerra russo-georgiana dell'agosto 2008, hanno lasciato le repubbliche dell'Ossezia meridionale e dell'Abkhazia sostenute dalla Russia nel controllo de facto delle omonime regioni della Georgia.

#### Crimea
Nel 2014, la Crimea è stata occupata da truppe russe mentre l'Ucraina si stava ancora riprendendo dalle violenze su larga scala nella capitale, venendo poco dopo è stata ammessa nella Federazione Russa. Questa è ampiamente considerata come un'annessione della penisola da parte della Russia ed è considerato probabile che si traduca in un altro conflitto congelato post-sovietico.
il 24 febbraio 2022 la Russia ha lanciato un'invasione su vasta scala dell'Ucraina, degenerando la situazione in un conflitto militare.

#### Donetsk e Lugansk
All'inizio di marzo 2014, all'indomani della Rivoluzione della dignità e del movimento Euromaidan, le proteste dei gruppi separatisti antigovernativi sostenuti dalla Russia si sono svolte negli oblast di Donetsk e Luhansk in Ucraina, chiamati collettivamente Donbass. Queste manifestazioni, che hanno seguito l'annessione della Crimea da parte della Federazione Russa, e che facevano parte di un più ampio gruppo di proteste simultanee nell'Ucraina meridionale e orientale, sono sfociate in un conflitto armato tra le forze separatiste dell'autoproclamate Repubblice popolari di Donetsk e Lugansk (rispettivamente RPD e RPL) e il governo ucraino. Mentre le proteste iniziali erano in gran parte espressioni del malcontento nei confronti del nuovo governo ucraino, la Russia ne ha approfittato per lanciare una campagna politica e militare coordinata contro l'Ucraina. I cittadini russi hanno guidato il movimento separatista a Donetsk da aprile ad agosto 2014 e sono stati supportati da volontari e materiale provenienti dalla Russia.
La Russia ha annunciato il riconoscimento della RPD e della RPL il 21 febbraio 2022 e il 24 febbraio ha lanciato un'invasione su vasta scala dell'Ucraina trasformando la situazione in un conflitto militare.

### In Asia

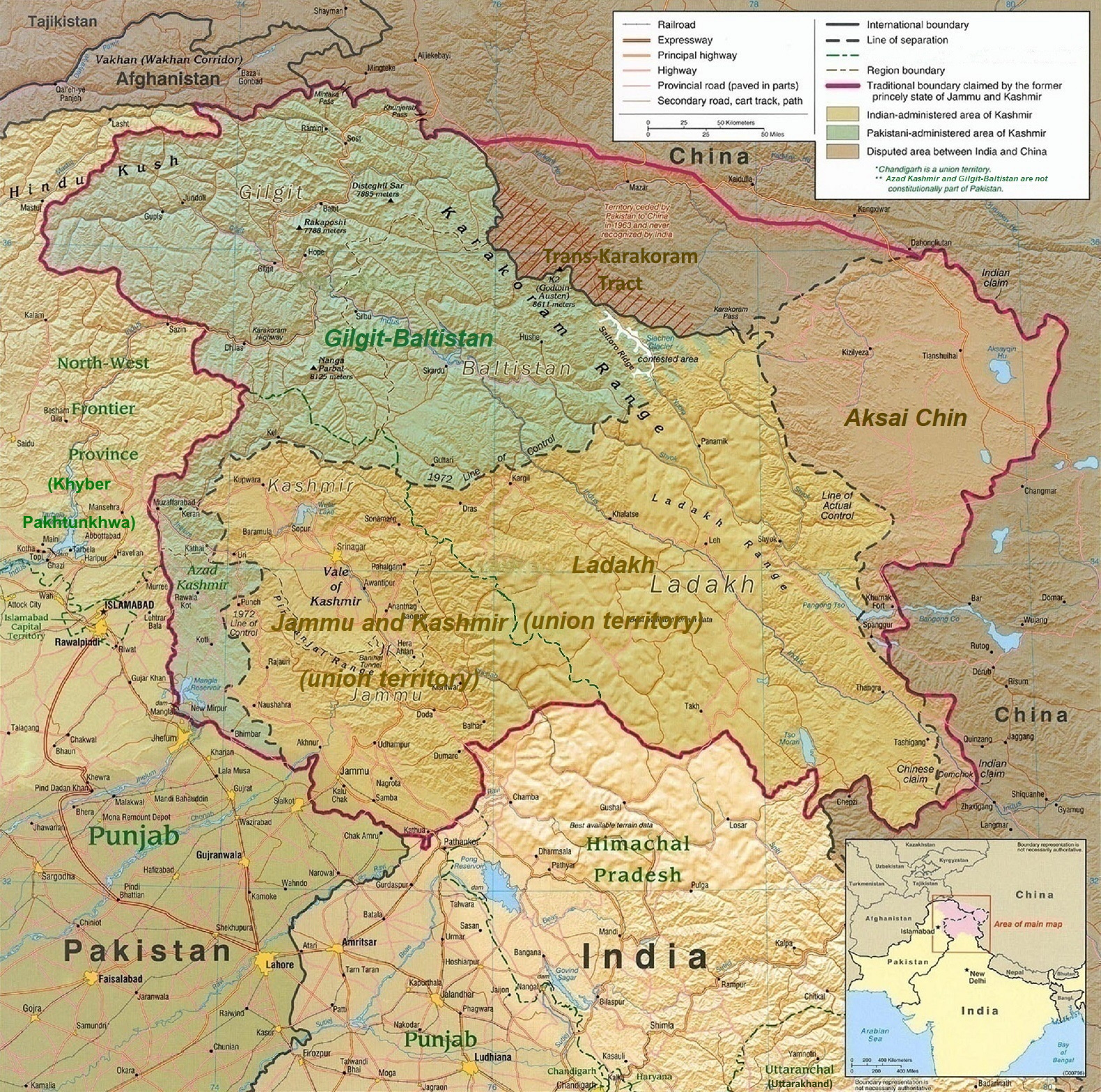
Mappa della regione contesa del Kashmir

#### Kashmir
L'India e il Pakistan hanno combattuto almeno tre guerre sulla regione contesa del Kashmir, nel 1947, 1965 e 1999. L'India rivendica l'intera area dell'ex stato principesco di Jammu e Kashmir sulla base dell'adesione formale del suo sovrano all'India a seguito di un'invasione pachistana; attualmente l'India amministra circa il 43% del territorio della regione. Il Pakistan rivendica la regione (ad esclusione dei territori rivendicati dalla Cina), sulla base della sua popolazione a maggioranza musulmana, e ne controlla circa il 37% della regione incoraggiando al contempo tattiche di guerriglia in Kashmir. Il restante territorio è controllato dalla Repubblica popolare cinese; l'area controllata dalla Cina fu occupata durante la guerra sino-indiana.

#### Cina continentale e Taiwan
Il conflitto tra la Cina continentale e Taiwan è stato congelato dal 1949. Nessun armistizio o trattato di pace è mai stato firmato e il dibattito continua sull'eventuale fine legale della guerra civile. Ufficialmente, sia la Repubblica popolare cinese (RPC) con sede a Pechino che la Repubblica cinese (ROC) con sede a Taipei si considerano l'unico governo legittimo dell'intera Cina. Sebbene Taiwan non sia riconosciuta dalla maggior parte dei paesi e degli stati a livello internazionale, rimane un'amministrazione de facto indipendente sull'isola di Formosa e in molte altre isole vicine alla costa orientale cinese. La RPC invece amministra de facto i territori di Hong Kong e Macao.

#### Cipro
La controversia cipriota è stata congelata dal 1974. La parte settentrionale di Cipro è de facto sotto il controllo della Repubblica Turca di Cipro del Nord, ma questo non è riconosciuto a livello internazionale tranne che dalla Turchia.

#### Corea
Il conflitto coreano si congelò nel 1953, quando un cessate il fuoco pose fine alla guerra di Corea. Sia il governo della Corea del Nord che quello della Corea del Sud rivendicano l'intera penisola coreana, mentre il controllo de facto è diviso lungo la linea di demarcazione militare nella zona demilitarizzata coreana. Sia la Corea del Nord che la Corea del Sud sono riconosciute dalla stragrande maggioranza delle altre nazioni, sebbene non si riconoscano a vicenda.

#### Israele, Palestina e alture del Golan
Il conflitto arabo-israeliano è un conflitto perenne tra Israele ei suoi vicini arabi, compresa l'Autorità nazionale palestinese. Israele rifiuta di riconoscere lo stato palestinese, mentre alcuni paesi e gruppi arabi si rifiutano di riconoscere Israele. Israele ha de facto il controllo di Gerusalemme Est e la rivendica come suo territorio integrale, sebbene non sia riconosciuto a livello internazionale come tale. Allo stesso modo, la maggior parte delle alture del Golan sono attualmente sotto il controllo ed amministrazione civile israeliana, mentre la maggior parte della comunità internazionale respinge tale affermazione. Gli Stati Uniti hanno formalmente riconosciuto la sovranità israeliana sulle alture del Golan nel 2019 attraverso una proclamazione del presidente Donald Trump. Tuttavia, negli ultimi anni, alcuni stati arabi e Israele avevano stretto un'alleanza per contenere la Repubblica islamica dell'Iran e i suoi alleati come parte del conflitto Iran-Israele.

### In Europa

#### Kosovo
La disputa sullo status del Kosovo rimane congelata dalla fine della guerra del Kosovo, combattuta nel 1998-1999 tra le forze jugoslave (la Repubblica federale di Jugoslavia) e l'Esercito di liberazione del Kosovo di etnia albanese. La regione del Kosovo è stata amministrata in modo indipendente dalla Missione di amministrazione provvisoria delle Nazioni Unite in Kosovo sin dalla fine della guerra. Il Kosovo ha dichiarato unilateralmente la sua indipendenza dalla Serbia nel 2008, ma non è riconosciuto da tutti i paesi del mondo, poiché la Serbia considera ancora il Kosovo parte del suo territorio.

### In Africa

#### Sahara occidentale
Il conflitto del Sahara occidentale è stato in gran parte congelato dal cessate il fuoco nel 1991, sebbene da allora siano scoppiati vari disordini come l'Intifada per l'indipendenza. Il controllo del territorio del Sahara occidentale resta diviso tra il Regno del Marocco e il Fronte Polisario.